# Анджеювка (Білгорайський повіт)
Анджеювка (пол. Andrzejówka) — село в Польщі, у гміні Білгорай Білґорайського повіту Люблінського воєводства.
Населення — 210 осіб (2011).
У 1975-1998 роках село належало до Замойського воєводства.

## Демографія
Демографічна структура станом на 31 березня 2011 року:
|          | Загалом | Допрацездатний вік | Працездатний вік | Постпрацездатний вік |
| -------- | ------- | ------------------ | ---------------- | -------------------- |
| Чоловіки | 104     | 13                 | 80               | 11                   |
| Жінки    | 106     | 23                 | 51               | 32                   |
| Разом    | 210     | 36                 | 131              | 43                   |